# Monaco (MKTO)
Monaco è il terzo singolo estratto dal secondo album degli MKTO, Bad Girls EP, pubblicato nel 2015.

## Tracce
1. Monaco – 3:48
2. Monaco (Acoustic Video) – 4:27

## Il brano
Il brano Monaco parla di un amore intenso e appassionato che travalica le barriere geografiche. Il protagonista dichiara la sua volontà di seguire la persona amata ovunque vada, anche fino a Monaco (titolo della canzone) simboleggiando un luogo di lusso e romanticismo. La canzone esprime la fiducia nel fatto che il destino li porterà insieme, rappresentato dai fiumi che conducono al cuore dell'amata.
Il testo sottolinea la potenza dell'amore, che riesce a superare le sfide e le distanze. L'artista promette di non lasciare che nulla si frapponga tra loro, neanche la luce più luminosa che si spegne. L'idea di "non dire mai addio" rappresenta la volontà di preservare il legame amoroso indistruttibile, con la speranza di vivere in un paradiso dove il tramonto non muore mai.
La canzone trasmette un senso di passione, determinazione e una forte connessione emotiva tra i protagonisti. È un inno all'amore senza limiti e alla volontà di lottare per preservarlo.

## Formazione
- Tony Oller e Malcolm David Kelley - voci
- Emanuel Kiarokou - basso, chitarra, tastiere, programmatore, compositore, paroliere

## Classifica
| Classifica (2015) | Posizione massima USA |
| ----------------- | --------------------- |
|                   |                       |